# Моррисон, Наташа
Наташа Моррисон (англ. Natasha Morrison; род. 17 ноября 1992, Сент-Кэтрин, Мидлсекс) — ямайская легкоатлетка, специализирующаяся в беге на короткие дистанции. Олимпийская чемпионка 2020 года и двукратная чемпионка мира в составе эстафетной сборной Ямайки в забеге 4×100 метров.
В 2011 году становится серебряным призёром молодёжного Пан-Американского чемпионата в составе эстафетной команды Ямайке в забеге 4×100 метров. На этом же турнире занимает 5-е место в забеге на 100 метров, показав результат — 11,59.
В 2015 году на чемпионате мира по легкоатлетическим эстафетам становится чемпионкой мира в эстафете 4×100 метров. Она приняла участие только в полуфинальном забеге и уступила место в финальном забеге более опытной Веронике Кэмпбелл-Браун.
В августе 2015 года на чемпионате мира в Пекине вместе с Вероникой Кэмпбелл-Браун, Элейной Томпсон и Шелли-Энн Фрейзер-Прайс становится чемпионкой мира в эстафете. Показанный в финальном забеге результат — 41.07 стал национальным рекордом Ямайки, и рекордом чемпионатов мира.
На чемпионате мира-2019 завоевала «золото» в эстафете 4×100 метров.